# ابن جابر الوادي آشي
ابن جابر الوادي آشي (673 - 749هـ \ 1275 - 1348م). أبو عبد الله محمد بن جابر بن محمد بن قاسم بن أحمد بن إبراهيم بن حسان القيسي. والوادي آشي: نسبة إلى وادي آش بالأندلس من كورة ألبيرة، وهي الآن مدينة صغيرة في إسبانيا.
حُبِّب إليه الاعتناء بالرواية والحرص على السماع والفهم في طلب العلم. وكان أبوه محدِّثاً نحوياً مقرئاً، فأخذ وروى عنه عدداً من كتب الحديث. وقرأ القرآن على أبي جعفر بن الزيات بفاس وغيره. ولازم ابن الغماز البلنسي نزيل تونس طويلاً، وروى عنه كثيراً. ثم رحل إلى المشرق، وأكثر من الرواية، ونقّب عن المشايخ، وقيد الكثير، ومن جملة من أخذ عنهم من المشايخ شيخ الإسلام ابن تيمية.
وكان مقرئاً محدّثاً مكثراً واسع الرواية ضابطاً لما رواه ثقة ثبتاً فاضلاً ديِّناً عفيفاً ظريفاً لطيف الذات حسن الأخلاق عظيم الوقار نحوياً لغوياً راوية لأشعار مشايخه، وربما قرض الشعر وكتب المقامات. تتلمذ عليه عدد من المشهورين منهم ابن خلدون والخطيب بن مرزوق التلمساني ولسان الدين بن الخطيب وغيرهم. توفي بتونس في الطاعون العام.

## مؤلفاته
1. البرنامج
2. ترجمة القاضي عياض
3. الأربعون حديثا البلدانية
4. عشاريات
5. أسانيد كتب المالكية
6. كتاب زاد المسافر وأنس المسامر
7. تقييد على القصيدة العروضية المسماة بالمقصد الجليل في علم الخليل للإمام أبي عمرو الحاجب
8. مسلسلات
9. تعاليق مفيدة
10. الإنشادات البلدانية

## تلاميذه
- من أهل تونس والمغرب والأندلس

1. أبو زيد عبد الرحمن بن خلدون المؤرخ
2. الإمام أبو عبد الله محمد بن عرفة فقيه تونس
3. محمد بن أحمد بن مرزوق الجد المعروف بالخطيب
4. أحمد بن علي بن خاتمة الأنصاري
5. لسان الدين بن الخطيب السلماني
6. فرج بن قاسم بن لب الغرناطي
7. يوسف بن الحسن التسولي
8. أحمد بن جزَيّ الكلبي
9. أبو العباس أحمد بن محمد الأنصاري المعروف بابن الشماع
10. عبد الله بن محمد الزقندي

- أما من أهل مصر والشام والحجاز والعراق فقد أ خذ عنه الكثير منهم

1. شمس الدين الذهبي
2. علم الدين البرزالي
3. برهان الدين إبراهيم بن فرحون
4. أبو إسحاق التنوخي

وغيرهم كثير.